# Příprava vzorku
Příprava vzorku je označení pro postupy, kdy se vzorek před vlastní analýzou upravuje. Jde o důležitou součást většiny analytických postupů, protože tyto metody často nejsou citlivé na výchozí formu analytu, nebo by u surového analytu docházelo k rušení ostatními složkami. Příprava vzorku může být prováděna například rozpouštěním, extrakcí, chemickou reakcí s některými složkami směsi, převedením do práškové podoby, chelatací (například kyselinou ethylendiamintetraoctovou), maskováním, filtrací, nebo zředěním. Využívá se také působení kyselin či zásad, případně zakoncentrování vzorku.